# 안제로수젠스크

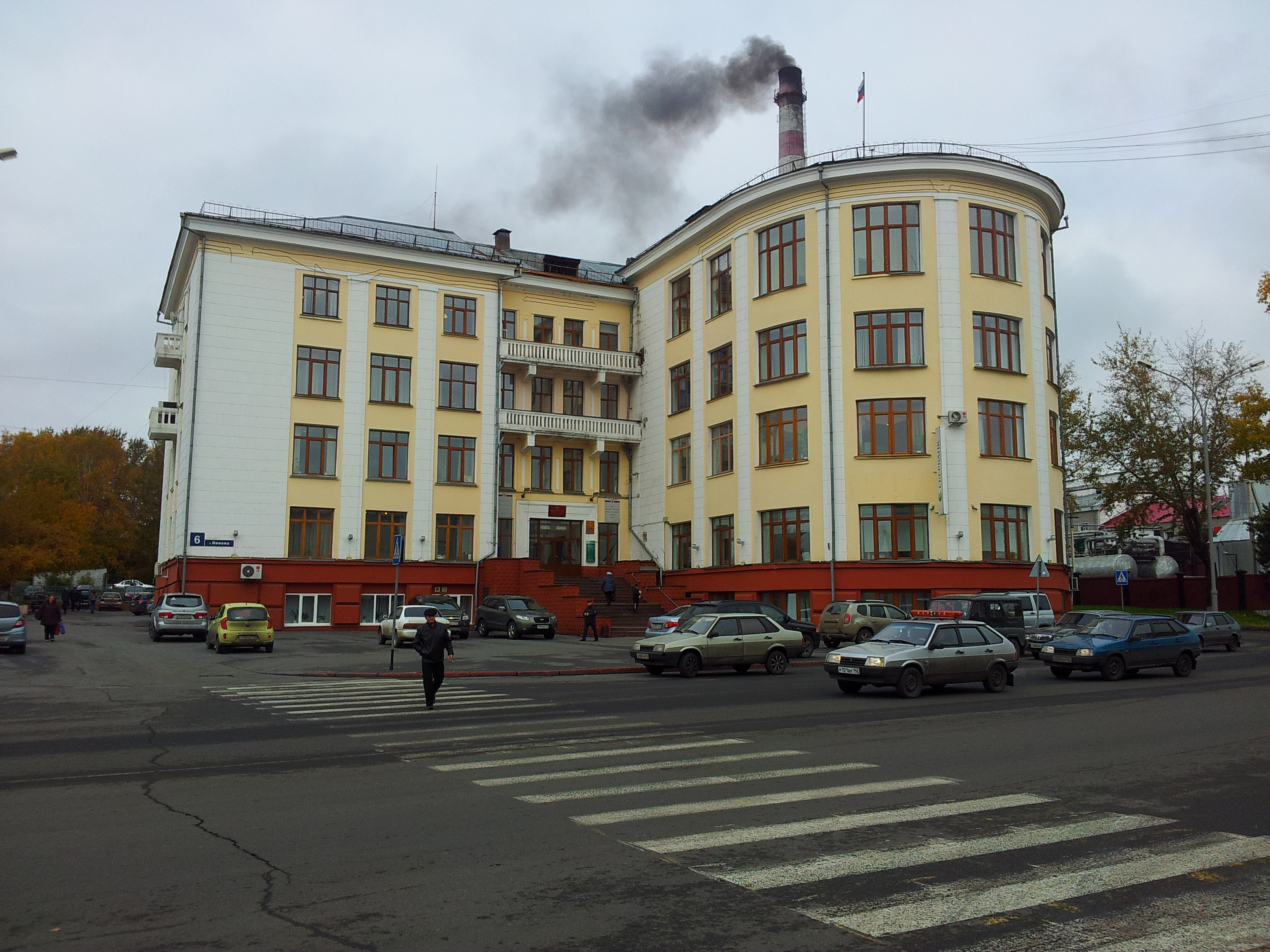

안제로수젠스크(러시아어: Анже́ро-Су́дженск, 문화어: 안줴로-쑤줸스크)는 케메로보 주에 위치한 도시로, 안제라 강에 접해 있다. 인구는 8만4,600명(2005년)이다. 1928년에 지어졌고, 1938년에 도시로 등록되었다.
안제르스카야 역으로 타이가 - 아친스크- 시베리아 철도가 연결되어 있다.
현재 시장은 알렉산드르 곳프리트(Александр Владимирович Готфрид, 2003년 3월 20일)이다.